# Ямкино
Я́мкино (рос. Ямкино) — село у складі Богородського міського округу Московської області, Росія.
2004 року до складу села включено селище Центральної Усадьби совхоза імені Чапаєва (1151 особа станом на 2002 рік).

## Населення
Населення — 1766 осіб (2010; 1846 у 2002).
Національний склад (станом на 2002 рік) села Ямкино:
- росіяни — 94 %

Національний склад (станом на 2002 рік) селища Центральної Усадьби совхоза імені Чапаєва:
- росіяни — 95 %